# Negros del Norte
Negros del Norte era una provincia de Filipinas, ubicada dentro de la región de Bisayas Occidentales. Fue creada en 1986 y fue abolida más tarde ese mismo año. La ley que creó la provincia fue anulada por la Corte Suprema de Filipinas el 18 de agosto de 1986.

## Historia
Negros del Norte se estableció bajo Batas Pambansa Blg. 885 que dispuso la creación de la nueva provincia integrada por las ciudades de Cádiz (la capital), San Carlos y Silay, y los municipios de Calatrava, Enrique B. Magalona (Saravia), Escalante, Manapla, Sagay, Salvador Benedicto, Toboso y Victorias. La creación de la nueva provincia fue ratificada el 3 de enero de 1986.
Sin embargo, la creación de esta nueva provincia fue rechazada por el Movimiento Antipartición de Negros y, el 11 de julio de 1986, la Corte Suprema declaró inconstitucional la creación de la provincia de Negros del Norte. El fallo declaró que la ley habilitante era inconstitucional, entre otras cosas, por no incluir al resto de Negros Occidental en el plebiscito, y por no cumplir la provincia propuesta con el requisito de superficie de 3.500 kilómetros cuadrados del Código de Gobierno Local de 1983.
Se ha propuesto que otros municipios se unan a la provincia propuesta para cumplir con el requisito de superficie terrestre de 3.500 kilómetros cuadrados antes de que pueda llevarse a cabo un plebiscito.

## Divisiones administrativas
Negros del Norte estaba compuesto por ocho municipios y tres ciudades:

### Ciudades
- Cádiz (capital)
- San Carlos
- Silay

### Municipios
- Calatrava
- Enrique B. Magalona (Saravia)
- Escalante
- Manapla
- Sagay
- Salvador Benedicto
- Toboso
- Victorias